# Blue Balls (фестиваль)
Blue Balls — музичний фестиваль, що відбувається щорічно з 1992 року в швейцарському місті Люцерн з акцентом на блюз, джаз, соул, фанк, етнічну музику, рок і поп. Крім музичних концертів, одночасно відбуваються заходи з фотографії, мистецтва, відео та кіно. Фестиваль щорічно відвідує близько 100'000 осіб.
На фестивалі виступили такі відомі музиканти: Джейк Баґґ, Hurts, Том Оделл, KT Tunstall, Джеймс Артур, Milky Chance, Seal, Кеті Мелуа, The Corrs, Ніна Несбіт, Ед Ширан.
У 2010 році на фестивалі виступила Бет Харт. Джо Бонамасса, який виступав після неї, був вражений її виступом, і за рік вони записали перший спільний альбом — Don't Explain.